# Бронза, Григорий Захарович
Григо́рий Заха́рович Бро́нза (30 апреля 1927, с. Большая Врадиевка Первомайского округа, УССР — 30 января 2010, Тирасполь, ПМР) — приднестровский художник-реставратор, почётный член Союза художников Приднестровской Молдавской Республики (ПМР), автор почтовых марок ПМР и Молдавии. Создатель ряда музеев на территории постсоветского пространства, посвящённых русскому воинству и Советской Армии. В Тирасполе, в расположении Оперативной группы российских войск в Приднестровье (ОГРВ), им непосредственно были созданы Музей воинской славы и Музей Суворова.

## Биография
Григорий Бронза родился 30 апреля 1927 года в селе Большая Врадиевка Первомайского округа Украинской ССР. Детство он провёл в Сталинграде, куда отец привёз свою семью в 1929 году, спасая от голода. В 1935 году Григорий начал обучение в школе. Однако закончить шестой класс ему помешала война. Поначалу пятнадцатилетний юноша добровольцем вывозил хлеб с прифронтовой станции Карповской, а затем на гужевых повозках доставлял на передовую боеприпасы, забирал раненых бойцов в Сталинградские госпитали. При обстреле обоза отрядом немецких мотоциклистов, Григорий был тяжело ранен и полгода провёл в госпитале. Затем Бронза работал в геологической партии на Урале.
В ноябре 1944 года, в 16 лет, Григорий ушёл добровольцем на фронт. После ускоренных курсов в учебной стрелковой дивизии, его отправили на 1-й Украинский фронт.
В 1945 году Григорий Захарович был снят с фронта и направлен на Дальний Восток в спецроту особого учебного батальона, который являлся прообразом современного армейского спецназа. В конце июля 1945 года спецрота, в которой служил Григорий Бронза, покинула учебный лагерь и в полночь 9 августа пересекла границу с Маньчжоу-го. Перед диверсантами стояла боевая задача разоружить японскую пограничную заставу для беспрепятственного прохождения советских войск в Маньчжурию. В составе спецроты Григорий Бронза участвовал также в захвате штаба Квантунской армии, находившемся в городе Янцзы. В том же городе бойцы спецроты успешно отразили атаку диверсионной группы противника. Вскоре после этого спецроту перебросили в Корею для захвата японского военного аэродрома в Пхеньяне.
В Корее Григорию Захаровичу исполнилось 18 лет. Из роты спецназа его призвали на срочную службу. На сверхсрочной службе Бронза несколько лет командовал различными взводами: стрелковым, сапёрным, артиллерийским и танковым. После войны в составе спецроты охранял Ким Ир Сена. До 1948 года он служил в посёлке Смоляниново (Шкотовского района Приморского края) в 40-й имени Орджоникидзе ордена Ленина и ордена Суворова мотострелковой дивизии, а затем в Молдавской ССР в городе Тирасполь в 59-й гвардейской Краматорской стрелковой дивизии. Из армии Григорий Захарович уволился в 1956 году.
В 1994 году, по указанию командующего 14-й общевойсковой армией генерал-майора А. И. Лебедя, Г. З. Бронза был введен в штат 59-й мотострелковой дивизии.
Умер Григорий Захарович Бронза 30 января 2010 года в Тирасполе.

## Творчество

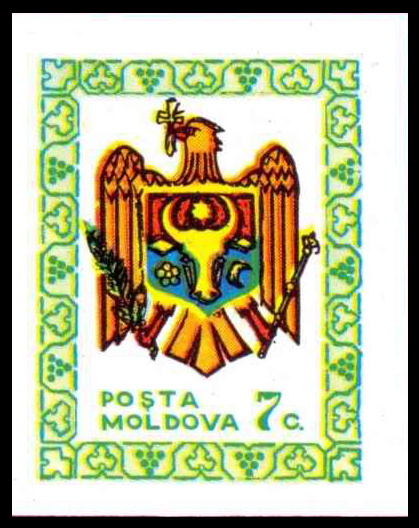
Первая марка Молдавии, 1991

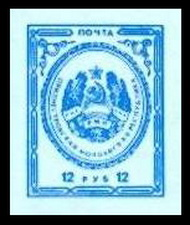
Первая марка ПМР (1993)

Григорий Захарович Бронза — автор множества эскизов марок, почтовых карточек, памятных конвертов, значков, орденов, штемпелей спецгашения. Он принимал участие во всех городских выставках художников-любителей Тирасполя.
В 1971 году на территории 59-й гвардейской Краматорской стрелковой дивизии Григорий Захарович создал памятник солдатам, погибшим в Великой Отечественной войне. На памятнике изображены портреты двух солдат. Весь стройматериал (камень, бетон, цемент), использовавшийся при строительстве памятника, Бронза с двумя солдатами из сапёрного батальона зарабатывал на стройке совхоза.

### Создание почтовых марок
Григорий Захарович Бронза является автором первых марок Молдавии, вышедших в июне 1991 года. Он также выступил художником первых почтовых марок Приднестровской Молдавской Республики, которые вышли в декабре 1993 года. Григорий Бронза является также автором третьего стандартного выпуска ПМР, вышедшего в апреле 1997 года, одной из марок серии к 5-летию трагических событий в Бендерах (1997), серии марок «Исторические и современные гербы городов Приднестровья» (1999), к 200-летию А. С. Пушкина (1999) и др.

## Музейная работа
Григорий Захарович Бронза причастен к возникновению пяти музеев. Григорий с детства интересовался историей, умел рисовать. Во время службы на Дальнем Востоке его привлекли к организации полкового музея боевой славы 3-го стрелкового Ачинского полка в рабочем посёлке Приморье. Для экспозиции Григорий Бронза искал на складах оружие времён гражданской войны. Этот музей открылся в 1949 году.
В 1957 году Г. З. Бронза вновь привлекли к созданию музея, на сей раз в посёлке Смоляниново в честь 141-го гвардейского Полоцко-Новобугского тяжёлого танко-артиллерийского полка, в котором он стал служить. Бронза работал в архивах Сталинграда, Подольска, Ленинграда, Херсона. За почти два месяца он собрал богатейший материал по истории полка и даже отснял фильм на 16-мм плёнке.
В 1963 году командир 40-й стрелковой дивизии имени Серго Орджоникидзе забрал Г. З. Бронза к себе адъютантом. Ему была предоставлена возможность создать музей дивизии. Командование шло ему навстречу во всём. Были организованы командировки в главные архивы страны, Бронза разрешили выехать со своей дочерью Алисой на границу для раскопок в районе озера Хасан. При этом Григорий Захарович не только отыскивал страницы истории дивизии, но и попутно узнавал, записывал многое о жизни и деятельности Александра Васильевича Суворова, снимал копии документов. В 1964 году музей открыл свои двери. В нём были представлены редчайшие экспонаты, например, башня первого советского танка, шашки, наганы, телеграфный аппарат Блюхера и многое другое.
Позднее, когда одного из командиров Бронзы перевели с Дальнего Востока в Тирасполь, тот сделал всё, чтобы Бронза прибыл в Тирасполь и принялся за создание музея боевой славы. В 1965 году старшина сверхсрочной службы Бронза был переведён в 59-ю гвардейскую Краматорскую стрелковую дивизию специальным приказом министра обороны СССР. Это беспрецедентный случай в истории Советской Армии. Музей боевой славы 59-й гвардейской Краматорской стрелковой дивизии (ныне Музей боевой славы российских войск) открылся в начале 1967 года. В залах музея, помимо прочего, экспонировалось оружие, прошедшее войну: 45-мм орудие, пулемёт «Максим», снайперская винтовка, карабин, пистолет-пулемёт Шпагина и многое другое. В 1992 году, во время Приднестровского конфликта, всё оружие, в том числе и музейные экспонаты, было сдано на склады вооружения. В начале 2000-х годов в Молдавии началось утилизация боевого оружия, вместе с которым были уничтожены музейные экспонаты.
Второй музей, разработанный Григорием Захаровичем в Тирасполе, — Музей Александра Васильевича Суворова — открылся 3 августа 1997 года. С предложением основать хотя бы небольшой музей, посвящённый А. В. Суворову, к Григорию Захаровичу в начале июня 1997 года обратился командующий ОГРВ генерал В. Г. Евневич. В музее много ксерокопий документов из петербургского музея Суворова, документов из Тираспольского объединённого музея. Представлены книги Суворова, литература конца XVIII — начала XIX века, фотографии, картины, портреты, макеты боевых знамён и воинской одежды, изготовленные по выкройкам того времени руками самого художника и его жены Нелли. Имеются и подлинные экспонаты, найденные на территории крепости при расчистке под строительство. Это полковой сигнальный рожок, георгиевская лента с кистями, колесо с металлическим ободом от пушечного лафета. Музей занимает помещение библиотеки и состоит из одного выставочного зала.
23 октября 1997 года министр обороны России И. Сергеев оставил в книге отзывов музея следующую запись:
Все, что вы сделали, неоценимо, так как вложена душа и сохранена память. А кто забудет прошлое — будущего иметь не будет!
Музей боевой славы российских войск и Музей Суворова не входят в состав государственной музейной системы ПМР и размещаются на территории ОГРВ.

## Некоторые награды
- Орден «Трудовая слава» (ПМР)
- Орден Отечественной войны II степени
- Медаль «За боевые заслуги» (сентябрь 1945)
- Медаль «За победу над Германией в Великой Отечественной войне 1941—1945 гг.»
- Медаль «За победу над Японией»
- всего 21 правительственная награда СССР
- Медаль «За освобождение Кореи» (КНДР)[1]
- Именные часы от Министерства обороны Российской Федерации[11]